# 斑地锦
斑地锦（学名：Euphorbia maculata）是大戟科大戟属的植物。分布在欧亚大陆、台湾岛、北美以及中国大陆的浙江、河南、江苏、湖北、河北、江西等地，生长于海拔43米至100米的地区，一般生于平原以及低山坡的路旁，目前已由人工引种栽培。
其种加词“maculata”意为“有斑点的”。

## 异名
- Euphorbia supina Raf.